# Extrêmement basse fréquence
Pour les articles homonymes, voir EBF et ELF.
L’extrêmement basse fréquence ou EBF (en anglais, extremely low frequency ou ELF) est la bande de rayonnement électromagnétique  (radiofréquences) comprise entre 3 et 30 Hz (longueur d'onde de 100 000 à 10 000 km).
Dans le domaine des sciences de l'atmosphère, une définition alternative est généralement retenue : de 3 Hz à 3 kHz.
La fréquence du courant alternatif dans les réseaux électriques (50 ou 60 Hz) est située dans la bande de ELF, ce qui fait des réseaux électriques une source involontaire de rayonnement ELF.

## Utilisations

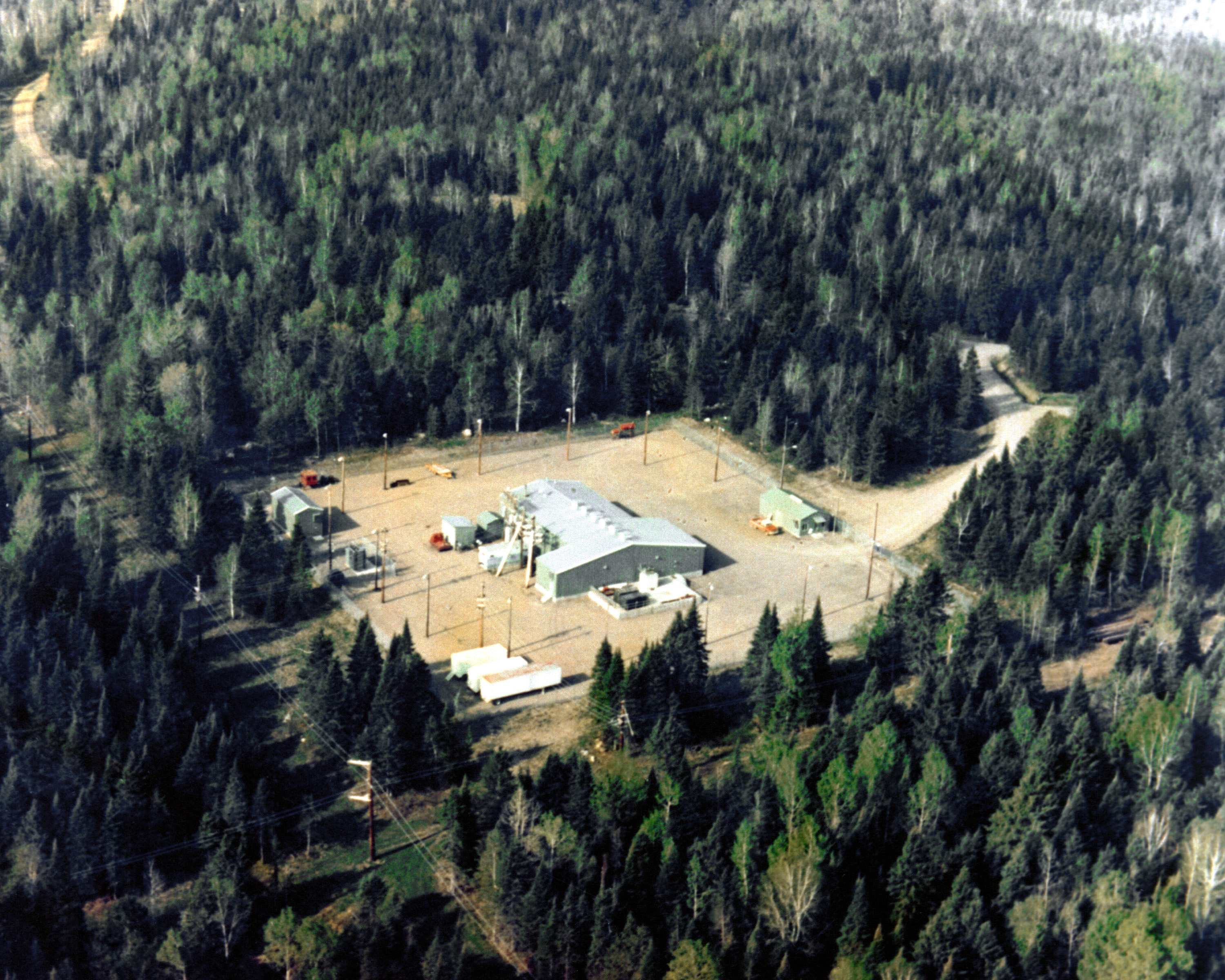
Vue aérienne (1982) d'une installation de transmission en ELF de l'U.S. Navy (Clam Lake, Wisconsin) dédiée à la communication avec les sous-marins en immersion profonde.

En raison de la difficulté de construire des antennes pouvant rayonner ces ondes longues, ces fréquences ne sont que très peu utilisées par les télécommunications. Ces ondes se propageant dans l'eau de mer, elles se montrent utiles pour la communication avec les sous-marins ou des robots sous-marins dans la bande supérieure 30 à 300 Hz. Les États-Unis, la Russie et l'Inde seraient les seuls pays à avoir construit des installations de communication
,,,,,,,.
Les installations américaines ont été utilisées de 1985 à 2004, maintenant hors service.
Ces ondes peuvent aussi pénétrer des distances importantes dans la roche et le sous-sol, ce pourquoi elles sont utilisées par certains systèmes de communication minière (fréquences de 300 à 3000 Hz).
La bande des extrêmement basse fréquence ne semble pas être utilisée en télécommunications. Par contre, elle est exploitée pour détecter certains phénomènes naturels, générateurs d'impulsions radioélectriques (foudre et certaines perturbations naturelles du champ magnétique terrestre).

## Ondes ELF naturelles
Des ondes ELF naturelles sont présentes sur Terre, créées par les éclairs de foudre qui déclenchent l’oscillation des électrons de l’atmosphère.
Le mode de résonance principal de la cavité Terre-ionosphère a une longueur d’onde égale à la circonférence de la terre, soit 7,8 Hz. Ainsi cette fréquence et ses harmoniques (14, 20, 26, 32 Hz) apparaissent comme des pics de bruit dans le spectre ELF et sont appelées « résonances de Schumann ».
Ces ondes semblent avoir été détectées sur Titan, la lune de Saturne. La surface de Titan étant peu réfléchissante en ELF, elles pourraient être réfléchies, selon certains modèles théoriques, par la transition liquide-solide de l’océan d’ammoniaque. L’ionosphère de Titan est plus complexe que celle de la Terre, avec une première couche à 1 200 km d’altitude, et une seconde couche chargée à 63 km, ce qui séparerait deux cavités résonnantes. La source d’ondes ELF est cependant peu claire, car Titan ne présente pas d’activité orageuse observée.
Enfin des émissions ELF de puissance énorme, de l’ordre de 100 000 fois la puissance lumineuse du soleil, sont théoriquement émises par une forme de pulsars appelés magnétars. Ainsi le pulsar de la nébuleuse du Crabe émettrait cette puissance à la fréquence de 30 Hz, mais cette fréquence est inférieure à la fréquence de Langmuir du milieu interstellaire, la rendant inobservable depuis la Terre.

## Effets physiques sur l'organisme animal ou humain
Le milieu interne d'un organisme vivant (ou mort) placé dans un champ électrique et magnétiques EBF subit des champs et des courants électriques induits. Et le corps humain (ou animal) dans son ensemble interagit avec le champ EBF en modifiant sa distribution spatiale d'une manière qui dépend aussi de la nature, taille, forme et posture de l'organisme.
La dosimétrie peut chercher à évaluer l'intensité du phénomène en mesurant le rapport entre le champ externe et les champs électriques et la densité de courant induits évalués ou modélisés à l'intérieur de l’organisme. Ces deux paramètres (champ électrique induit, densité  de  courant induits) peuvent interagir avec certains tissus électriquement excitables (rétine, nerfs, muscles).

### Effet physique du champ électrique
Dans les basses fréquences, un organisme est « bon conducteur, et les lignes du champ perturbé à l’extérieur de l’organisme sont presque perpendiculaires à la surface de son corps ». Des charges oscillantes sont induites sur cette surface, qui produisent des courants au sein de l'organisme, sachant que : 
- En temps normal le  champ  électrique  à  l'intérieur  d'un organisme est cinq à six fois moindre qu'à son extérieur[11] ;
- si l'exposition se fait dans un champ vertical, alors les champs induits seront majoritairement verticaux[11] ;
- dans un champ électrique externe connu, c'est dans le corps en contact parfait avec le sol et par l’intermédiaire des  pieds  (mise  à  la  terre  électrique) que les champs induits seront les plus forts. Inversement, ils seront les plus faibles dans le corps isolé du sol ou dans une cage de faraday[11] ;
- le courant induit dans un organisme (en contact parfait avec le sol) dépend moins de la conductivité des tissus que de la taille et de la posture ou forme  de ce dernier. Néanmoins la conductivité des tissus et organes est responsable du pattern de distribution de ces courants induits dans les organes et tissus ;
- le champ électrique induit va aussi se distribuer selon les variations de conductivités du milieu interne, mais moins que pour le courant induit[11] ;
- tout contact avec un objet conducteur situé dans un champ électrique peut par ailleurs aussi générer un courant induit dans  l’organisme[11].

### Effet du champ magnétique
Les tissus vivants y sont aussi perméables que l'air.
Un organe ou tissus interne est donc exposé au même champ que s'il était situé à l'extérieur du corps. La matière du corps animal ne perturbe que très peu ce champ. Leur principal mode d'interaction est l'induction (loi de Faraday, de champs électriques et des densités  de  courant  associées  dans  les  tissus  conducteurs).
- C'est l'orientation du champ extérieur qui va moduler le champ et le courant électrique induit dans le corps [11];
- Si l'on considère l'organisme dans sa globalité, les champs induits dans les tissus sont plus grands si le champ est aligné de l'avant vers l'arrière du corps. Cependant certains  organes voient leurs valeurs les plus élevées survenir quand l'exposition au champ se fait de profil. 
Pour l'homme, les champs électriques les plus faibles « sont induits par un champ magnétique orienté le long de l’axe vertical du corps »[11] ;
- plus un organisme est grand, plus - à intensité et orientation égale du champ magnétique - les champs électriques induits seront intenses ;
- La  distribution  du  champ  électrique  induit  est  modifiée  par  la conductivité des divers organes et tissus. Ceux-ci ont un effet limité sur la distribution de la densité du courant induit[11].

Dans  le  secteur  de l'industrie et de l'alimentation électrique, des agents peuvent être exposés à des champs électriques élevés (jusqu'à 30 kV m-1).

## Effets sanitaires
Depuis la fin des années 1970, les éventuels effets néfastes sur la santé de l'exposition aux champs électriques et magnétiques (CEM) dans la gamme de fréquences ELF est étudiée. Les champs magnétiques ELF externes induisent des champs et des courants électriques dans le corps qui, à des intensités de champ très élevées, provoquent une stimulation nerveuse et musculaire et des modifications de l'excitabilité des cellules nerveuses dans le système nerveux central. Les effets sur la santé liés à une exposition de haut niveau et de courte durée ont été établis et constituent la base de deux directives internationales sur les limites d'exposition (ICNIRP, 1998 ; IEEE, 2002) telles que 0,2-0,4 mA à 50/60 Hz. Une étude réalisée par Reilly en 1999 a montré que le seuil de perception directe de l'exposition aux radiofréquences ELF par des sujets volontaires humains commençait à environ 2 à 5 kV/m à 60 Hz, 10 % des volontaires détectant l'exposition ELF à ce niveau. Le pourcentage de détection a augmenté jusqu'à 50 % des volontaires lorsque le niveau ELF a été porté de 7 à 20 kV/m. 5 % de l'ensemble des sujets testés ont considéré que la perception des ELF à ces seuils était gênante. Les ELF à des niveaux de kV/m perceptibles par l'homme ont été décrites comme créant une sensation de picotement gênante dans les zones du corps en contact avec les vêtements, en particulier les bras, en raison de l'induction d'une charge de surface par les ELF. 7% des volontaires ont décrit les décharges d'étincelles comme douloureuses lorsque le sujet était bien isolé et touchait un objet mis à la terre dans un champ de 5 kV/m. 50 % des volontaires ont décrit une décharge d'étincelles similaire comme douloureuse dans un champ de 10 kV/m.
Une étude épidémiologique en France a suggéré un lien possible entre l'exposition à des ELF et l'apparition de leucémies ou de certains types de tumeurs cérébrales.
En 2004 (juin), l'OMS anime à Istanbul (Turquie) un atelier d'experts sur les effets sur le développement de l'embryon, du fœtus et de l'enfant, avec un focus sur le cerveau à ces âges. Un point y est fait sur l'exposition croissante des enfants aux CEM. Cet Atelier a conclu sur des recommandations de prévention et de poursuite des recherches de manière à combler les lacunes scientifiques.
En 2005, après une dizaine d'années d'observations, « Des preuves épidémiologiques cohérentes d'une association entre la leucémie infantile et l'exposition à des champs magnétiques à très basse fréquence (ELF) ont conduit à leur classification par le Centre international de recherche sur le cancer (CIRC) comme un «cancérogène humain possible », conduisant l'OMS à revoir le statut des ELF dans le classement des substances et ondes nocives : de "non cancérigènes", les ELF ont été reclassées "cancérigènes possibles".
En 2007, Une monographie publiée (dans le cadre du projet EMF de l'OMS), par Emilie van Deventer, sur les effets sanitaires possibles des champs électriques et magnétiques à très basse fréquence (ELF) note qu'à ce moment, alors que les fréquences considérées vont de plus de 0 Hz à 100 kHz, la très grande majorité des études se sont concentrées uniquement sur les champs magnétiques à fréquence industrielle (50 ou 60 Hz), hormis quelques études portant sur des champs électriques à fréquence industrielle. Quelques études avaient aussi porté sur les champs à très basse fréquence (VLF, 3-30 kHz), les champs magnétiques à gradient commuté (utilisés par l'imagerie par résonance magnétique, et sur des champs VLF plus faibles, émis par certains écrans informatiques et de téléviseurs. Les auteurs concluent à de nombreuses lacunes dans la connaissance et au besoin de recherches pour les combler.
En 2020, l'iARC a publié le 1er de deux volumes d'une monographie sur les rayonnements non ionisants ; ce 1er tome fait le point sur les risques cancérigènes possibles liés aux expositions à des champs électriques et magnétiques statiques et à très basse fréquence (ELF) résultant en général d'une proximité avec des lignes de transport d'électricité (lignes à haute-tension notamment), de gros transformateurs, d'un câblage domestique et d'appareils électriques ...combinant leurs effets à ceux du champ magnétique terrestre). 
Ces champs magnétiques de fréquence extrêmement basse ont été évalués comme globalement potentiellement cancérigènes pour l'homme (groupe 2B). Par contre à ce jour, les champs magnétiques statiques et les champs électriques statiques et à très basse fréquence n'ont pas pu être classés selon leur cancérogénicité pour l'homme (groupe 3).
Les expositions in utero et pédiatriques sont probablement les plus problématiques car l'organisme jeune est plus vulnérable aux champs de radiofréquences (RF) : le système nerveux est en développement, les tissus cérébraux sont plus conducteurs, la peau et l'épaisseur du crâne son plus fines, la pénétration des RF est plus profonde (tête plus petite que celle de l'adulte).
En raison de l'usage répandu des téléphones mobiles, les enfants et adolescent sont probablement dans leur vie beaucoup plus exposés que ceux des générations précédentes avant le développement de ces technologies.
D'autres effets sont suspectés, notamment concernant le risque de dépression ou la diminution des défenses immunitaires de personnes exposées au champ d'un transformateur haute tension.
Parmi les solutions pour diminuer ce type de champ à proximité des habitations ou lieux de travail figurent le repositionnement, rehausse ou enfouissement des câbles, l'éloignement de transformateurs et des antennes, l'utilisation de tensions moins hautes...[réf. nécessaire]

Selon le Dr Joel Newman, consultant en hématologie et responsable de la spécialité pathologie à l'East Sussex Healthcare Trust au Royaume-Uni, en 2021 :
Nous n'avons aucune preuve réelle que les téléphones cellulaires ou les lignes électriques causent le cancer, et il y a beaucoup d'autres choses que nous faisons quotidiennement qui nous exposent à un risque bien plus grand que ceux-ci ne le pourraient jamais, notamment le tabagisme et la consommation d'alcool.

### Leucémie
En 2021, il n'y a pas de consensus scientifique quant à la causalité entre l'exposition à long terme et de faible niveau aux champs ELF et un certain nombre d'effets sur la santé, notamment la leucémie chez les enfants.
Dans les années 1990, des études épidémiologiques ont entraîné des inquiétudes quant à un lien potentiel entre les CEM et les cancers de l'enfant, mais les recherches en 2021 n'ont pas apporté de preuves solides à cet égard.
Les premières études datent des années 70.
En octobre 2005, l'OMS a réuni un groupe de travail composé d'experts scientifiques afin d'évaluer les risques pour la santé que pourrait présenter " l'exposition aux champs électriques et magnétiques ELF dans la gamme de fréquences >0 à 100 000 Hz (100 kHz) en ce qui concerne la leucémie infantile ". L'exposition à long terme et de faible niveau est évaluée comme étant l'exposition moyenne à un champ magnétique résidentiel de fréquence supérieure à 0,3 à 0. 4 µT, et on estime que seuls 1 % à 4 % des enfants vivent dans de telles conditions. Par la suite, en 2010, une analyse groupée des preuves épidémiologiques a soutenu l'hypothèse selon laquelle l'exposition aux champs magnétiques de fréquence industrielle est liée à la leucémie infantile.
Une étude de 2014 a estimé les cas de leucémie infantile attribuables à l'exposition aux champs magnétiques ELF dans l'Union européenne (UE27), en supposant que les corrélations observées dans les études épidémiologiques étaient causales. Elle a indiqué qu'environ 50 à 60 cas de leucémie infantile pourraient être attribuables aux champs magnétiques ELF chaque année, ce qui correspondrait à environ 1,5 % à 2,0 % de tous les cas incidents de leucémie infantile survenant dans l'UE27 chaque année[source secondaire nécessaire].
En 2010, l'ICNIRP et l'IEEE considéraient que les preuves scientifiques relatives aux effets possibles sur la santé d'une exposition à long terme et de faible niveau aux champs ELF sont insuffisantes pour justifier l'abaissement de ces limites quantitatives d'exposition[réf. souhaitée]. Selon le gouvernement du Canada, lorsque toutes les études sont évaluées ensemble, les preuves scientifiques suggérant que les CEM peuvent contribuer à un risque accru de cancer sont inexistantes. Des études épidémiologiques suggèrent une association possible entre une exposition professionnelle à long terme aux CEM et la maladie d'Alzheimer,[source secondaire nécessaire].
En 2014, il n’y a pas d’explication biologique aux leucémies causées par les ELF. Les observations épidémiologiques n'ont pas pu être corroborées par des expérimentations animales, ce qui amène la catégorisation en "cancérigène possible" (et non "probable" ou "certain") des ELF
.

### Effets mutagènes
Selon des études in vivo et in vitro, les champs électromagnétiques de très basse fréquence (CEM-ELF) induisent des lésions de l'ADN et renforcent la mutagénicité des rayonnements ionisants,[source secondaire nécessaire].
Une méta analyse suggère que les champs magnétiques de 100 μT ou plus interagissent avec d'autres substances cancérigènes ou d'autres agents physiques ou chimiques toxiques chimiques et physiques et renforce leurs toxicité,. Le mécanisme des paires de radicaux (effets du champ magnétique sur la recombinaison des paires de radicaux) pourrait expliquer la dose-réponse biphasique observée.